# Aurelio Del Rio
Aurelio Del Rio (Beverino, 28 giugno 1927 – La Spezia, 6 maggio 2006) è stato un ciclista su strada italiano, professionista dal 1954 al 1956.

## Biografia
Nato nella frazione beverinese di Bracelli e cresciuto nell'Aurora Chiavari, vinse alcune gare liguri di rilievo del calendario dilettanti, tra cui la Milano-Rapallo e la Coppa Andrea Boero a Genova. Nonostante la corporatura non propriamente tipica degli scalatori, riusciva a esprimere buone prestazioni in salita, suo terreno preferito.
Passato professionista a fine 1954, l'anno dopo vinse il Gran Premio Ceramisti di Ponzano Magra, gara del Trofeo dell'UVI per indipendenti, e corse per la prima volta il Giro d'Italia, portandolo a termine. Nel 1956 durante la ventesima tappa del Giro d'Italia da Sondrio a Merano riuscì a transitare per primo sul Passo dello Stelvio, nell'occasione scalato dal lato valtellinese, vincendo il "Trofeo Stelvio"; venne però ripreso lungo la discesa, e terminò la tappa all'undicesimo posto.
Concluse l'attività professionistica nel 1956. Nel 2010 Bracelli gli dedicò un monumento all'ingresso del paese.

## Palmarès
- 1948 (dilettanti)

Coppa Caduti del Lavoro
- 1954 (dilettanti)

Coppa Andrea Boero
Milano-Rapallo
Coppa Ponzanelli
Gran Premio Singer
- 1955

Gran Premio Ceramisti di Ponzano Magra, 1ª prova Trofeo dell'UVI

### Altri successi
- 1956

Classifica scalatori (Trofeo Stelvio) Giro d'Italia

## Piazzamenti

### Grandi Giri
- Giro d'Italia

1955: 52º
1956: ritirato (18ª tappa)

### Classiche monumento
- Milano-Sanremo

1955: 17º
- Giro di Lombardia

1954: 76º